# Liriopsis pygmaea
Liriopsis pygmaea là một loài chân đều trong họ Cryptoniscidae. Loài này được Rathke miêu tả khoa học năm 1843.